# The Human League
The Human League är en brittisk new wave/synthpop-grupp bildad i Sheffield i september 1977 av Martyn Ware, Ian Craig Marsh och Philip Oakey. Gruppens största framgångar kom med hitsingeln "Don't You Want Me" och albumet Dare 1981.

## Historik

### 1977-79: De första åren
Martyn Ware och Ian Craig Marsh arbetade som datoroperatörer 1977 och kombinerade detta med ett intresse för popmusik och avantgardistisk elektronisk musik. De skaffade en Roland System 100 synthesizer och började skapa egen musik. De skapade en grupp kallad The Future tillsammans med Adi Newton. Newton lämnade gruppen och då Glenn Gregory (som senare blev sångare i Heaven 17) var upptagen föll valet på Phil Oakey som ny sångare. Oakey var en skolkamrat och hade inte tidigare varit med i något band. En kort tid senare tog de namnet The Human League, hämtat från science fiction-spelet Starforce: Alpha Centauri. Denna första bandformering gav ut debutalbumet Reproduction (1979) utan någon större framgång, men uppföljaren Travelogue (1980) sålde desto bättre och gick in på en topp 20-placering i Storbritannien. Debutsingeln Being Boiled släpptes redan 1978 och blev senare en topp 10-hit på den brittiska singellistan när den återutgavs 1982.

### 1980-85: Splittring och framgångar
Originaluppsättningen splittrades då Martyn Ware och Ian Craig Marsh lämnade varpå Wright och Oakey släppte singeln "Boys and Girls". Martyn Ware och Ian Craig Marsh bildade istället B.E.F och Heaven 17. För att uppfylla turnékontrakt i Europa rekryterade de basisten Ian Burden och två sångerskor, Susanne Sulley (Susan Ann Sulley) och Joanne Catherall. Sulley och Catherall hade Oakey träffat på en nattklubb i Sheffield. De var då två 17-åriga studenter utan någon som helst erfarenhet från musikbranschen.
1981 blev Martin Rushent gruppens producent och singeln "The Sound of the Crowd" gav äntligen framgångar på singellistan.  Jo Callis (tidigare gitarrist i The Rezillos) anslöt till bandet och man kom att producerade sitt mest framgångsrika album Dare som släpptes 1981. Dare blev en stor framgång med hitsinglar som "Open Your Heart", "Love Action (I Believe in Love)" och framförallt "Don't You Want Me". "Don't You Want Me" rusade upp till Englandslistans förstaplats julen 1981 och blev en av det årets mest sålda singlar. Sommaren 1982 blev "Don't You Want Me" även etta i USA. Till dessa hits gjorde man välarbetade musikvideos, bland annat till "Love Action" där man lät sig inspireras från filmen Mandomsprovet. Human League blev en av de ledande grupperna inom synthpop-genren och associerade ofta med strömningen new romantic.
1982 hade Human League en hit med "Mirror Man" som nådde englandslistans andraplats. Man hade problem att följa upp Dare och bland annat lämnade producenten Martin Rushent projektet. 1983 fick de ännu en singelhit med "(Keep Feeling) Fascination" men det planerade albumet blev ständigt uppskjutet. 1984 kom singeln "The Lebanon" och albumet Hysteria.
1985 följde ett samarbete mellan Oakey och Giorgio Moroder under namnet Philip Oakey & Giorgio Moroder. Duon skapade låten "Together in Electric Dreams" som även Human League kommit att spela.
The Human League hade vid denna tid stora kreativa problem och  svårigheter med att åstadkomma nytt material, något som förvärrades när Jo Callis som varit med och skrivit flera av deras tidigare hits lämnade bandet. Virgin Records parade ihop bandet med de amerikanska producenterna Jimmy Jam och Terry Lewis som tidigare producerat bland andra Janet Jackson, vilket resulterade i albumet Crash 1986. Många av låtarna skrevs av Jam och Lewis och soundet skiljde sig stort från The Human Leagues tidigare utgivningar. Från albumet fick gruppen sin sista stora hit med låten "Human" som överraskande nådde 1:a platsen på amerikanska singellistan och en 8:e plats på englandslistan.

### Efter 1986
Efter 1986 har gruppen inte haft några större kommersiella framgångar. Idag består Human League av Philip Oakey, Susan Ann Sulley och Joanne Catherall. Bandet turnerar fortfarande. 2011 släpptes gruppens tionde album "Credo".
Human League spelade i Sverige i augusti 2010 på Forever Young, en turné med inriktning på 80-talsmusik med stopp i sex svenska städer. Andra band som uppträdde var Alphaville, Howard Jones, Jakob Hellman, Lustans Lakejer och Ultravox.

### Inflytande
Gruppen anses ha haft ett stort inflytande över elektronisk musik och bland annat influerat Madonna, Pet Shop Boys och La Roux. Deras låtar har samplats och gjorts i coverversioner av bland andra George Michael, Gorillaz, Ladytron, Utah Saints, Richard X, Beats International och Robbie Williams.

## Diskografi
Studioalbum
- 1979 – Reproduction
- 1980 – Travelogue
- 1981 – Dare
- 1984 – Hysteria
- 1986 – Crash
- 1990 – Romantic?
- 1995 – Octopus
- 2001 – Secrets
- 2011 – Credo

Livealbum
- 2005 – Live at the Dome

Samlingsalbum
- 1982 - Love and Dancing (remixalbum)
- 1988 - Greatest Hits
- 1995 - Greatest Hits
- 1996 - Soundtrack to a Generation
- 1997 - The Best Of
- 1998 - The Very Best of The Human League
- 2002 - The Golden Hour of the Future
- 2003 - The Very Best of The Human League
- 2005 - Original Remixes & Rarities
- 2011 - Essential
- 2012 - Dare / Fascination!

Singlar (topp 40 på UK Singles Chart)
- 1981 - The Sound of the Crowd (#12)
- 1981 - Love Action (I Believe in Love) (#3)
- 1981 - Open Your Heart (#6)
- 1981 - Don't You Want Me (#1)
- 1982 - Being Boiled (återutgåva) (#6)
- 1982 - Mirror Man (#2)
- 1983 - (Keep Feeling) Fascination (#2)
- 1984 - The Lebanon (#11)
- 1984 - Life on Your Own (#16)
- 1984 - Louise (#13)
- 1986 - Human (#8)
- 1990 - Heart Like a Wheel (#29)
- 1995 - Tell Me When (#6)
- 1995 - One Man in My Heart (#13)
- 1995 - Filling Up with Heaven (#36)
- 1995 - Don't You Want Me (remix) (#16)
- 1996 - Stay with Me Tonight (#40)